# 2025
2025 (MMXXV) je navadno leto, ki se je po gregorijanskem koledarju začelo na sredo.
Organizacija združenih narodov je 2025 razglasila za mednarodno leto miru in zaupanja, mednarodno leto varovanja ledenikov, mednarodno leto zadrug ter mednarodno leto kvantne mehanike in tehnologije.

## Dogodki

### Januar–marec
- 1. januar: 
  - Bolgarija in Romunija sta po sprejemu med polnopravne članice Schengenskega območja začeli izvajati Schengenski sporazum.[2]
  - V veljavo je stopil zakon, s katerim je Liechtenstein kot 39. država na svetu priznal istospolne zakonske zveze.[3]
- 6. januar – Indonezija je postala deseta članica gospodarskega združenja BRICS.[4]
- 7. januar – 
  - Potres z magnitudo 7,1 je prizadel Tibet in zahteval vsaj 126 žrtev.[5]
  - Na obronkih Los Angelesa je izbruhnila serija požarov v naravi, ki so zaradi močnega vetra in suše prerasli v najhujšo tovrstno naravno nesrečo v zgodovini mesta; ogenj je huje prizadel več sosesk, med njimi znameniti Sunset Boulevard, in zahteval evakuacijo skoraj 200.000 ljudi.[6][7]
- 15. januar – Ameriško podjetje Blue Origin je izvedlo prvo uspešno preskusno izstrelitev nove težke nosilne rakete New Glenn.[8]
- 19. januar – Vojna med Izraelom in Hamasom: V veljavo je stopil dogovor o prekinitvi ognja med sprtima stranema, ki vključuje večfazno izmenjavo ujetnikov, umik izraelske vojske in osnovo za nadaljnja pogajanja o premirju po 15 mesecih konflikta.[9]
- 20. januar – zaradi vdora gline na čelu jame v Premogovniku Velenje so umrli trije rudarji. Po eni najhujših rudniških nesreč na Slovenskem je Vlada Republike Slovenije razglasila 24. januar za dan žalovanja.[10]
- 29. januar – V Washingtonu, D. C. sta v zraku trčila potniško letalo in vojaški helikopter, pri čemer je umrlo vseh 67 ljudi na krovih obeh zrakoplovov.[11]
- 30. januar – Nikaragva je ob uveljavitvi ustavnih sprememb postala diarhija z Danielom Ortego in njegovo ženo Rosario Murillo na položaju sopredsednikov.[12]
- 8. februar – S slavnostno otvoritvijo sta Nova Gorica in italijanska Gorica prevzeli naziv čezmejne evropske prestolnice kulture.[13]
- 8.–10. februar – Tri baltske države so svoja električna omrežja sinhronizirala s srednjeevropskim in se odklopile od ruskega.[14]
- 18. februar – Egiptovsko-britanska ekipa arheologov je oznanila odkritje grobnice Tutmoza II., zadnje še neodkrite grobnice Tutankamonove dinastije.[15]
- 2. marec – Ameriško podjetje Firefly Aerospace je izvedlo prvi uspešen komercialen pristanek na Luni s svojo odpravo Blue Ghost Mission 1.[16]
- 3. marec – Administracija ameriškega predsednika Donalda Trumpa je po burnem srečanju z ukrajinskim predsednikom Volodimirjem Zelenskim v Beli hiši prekinila vojaško pomoč Ukrajini v vojni z Rusijo.[17]
- 8. marec – Sirska državljanska vojna: več kot tisoč ljudi, med njimi mnogo civilistov, je bilo ubitih med napadom varnostnih sil prehodne vlade na uporniške skupine v alavitski regiji v najhujšem izbruhu nasilja v več letih.[18][19]
- 15. marec – Na shodu v okviru že dlje časa trajajočih protikorupcijskih protestov se je v Beogradu zbralo več sto tisoč ljudi, s čimer je bil to največji protestni shod v zgodovini Srbije.[20]
- 16. marec – V požaru v nočnem klubu Pulse v Kočanih v Severni Makedoniji je umrlo 59 ljudi.[21]
- 18. marec – Vojna med Izraelom in Hamasom: izraelske sile so izvedle množičen napad na Gazo, v katerem je umrlo več kot 400 Palestincev, in končale prekinitev ognja.[22]
- 28. marec – Potres z magnitudo 7,7 po momentni lestvici je prizadel osrednji Mjanmar z mestom Mandalaj in zahteval več kot 1600 žrtev.[23]
- 31. marec – Curaçao in Nizozemski Sveti Martin sta prevzeli novo valuto karibski gulden, ki je nadomestil nizozemski antilski gulden.[24]

### April–junij
- 2. april – Ameriški predsednik Donald Trump je z odlokom uvedel znatne tarife na uvoz blaga in zaostril trgovinsko vojno z več trgovinskimi partnerji po svetu.[25]
- 3. april – Madžarska je izstopila iz Mednarodnega kazenskega sodišča po državniškem obisku izraelskega premiera Benjamina Netanjahuja, kljubujoč njegovi obtožnici za vojne zločine in nalogu za aretacijo.[26]
- 13. april – Otvoritev Expa 2025 v Osaki na Japonskem.[27]
- 28. april – Obsežen izpad električnega omrežja je prizadel ves Iberski polotok in manjše dele Francije.[28]
- 8. maj – Po smrti papeža Frančiška je bil za njegovega naslednika na konklavu izbran ameriški kardinal Robert Francis Prevost, novi papež Leon XIV.[29]
- 11. maj – Na referendumu o Zakonu o dodatku k pokojnini za izjemne dosežke so slovenski volivci zavrnili vladni predlog zakona.[30]
- junij – Porušena je bila cerkev sv. Jakoba, Mali Vrh, poškodovana v potresu v Petrinji leta 2020.
- 12. junij – Potniško letalo Boeing 787 na letu 171 družbe Air India je kmalu po vzletu iz Ahmedabada strmoglavilo na sosesko Meghaninagar, pri čemer je umrlo 241 potnikov in članov posadke ter več deset ljudi na tleh.[31]
- 13. junij – Iransko-izraelska vojna: izraelska vojska je ob podpori Mosada izvedla zračne napade na jedrske objekte in druge vojaške cilje v Iranu, ta se je odzval s povračilnim raketiranjem.[32]
- 21. junij – Slovenija je postala polnopravna članica Evropske organizacije za jedrske raziskave (CERN).[33]
- 22. junij – Iransko-izraelska vojna: ameriška vojska je izvedla zračne napade na jedrske objekte v Iranu in se aktivno vključila v konflikt.[34]
- 23. junij – Observatorij Vere C. Rubin je objavil prve slike s svojega novega 8,4-metrskega teleskopa.[35]

### Julij–september
- 1. julij – Astronomi so objavili odkritje kometa 3I/ATLAS, medzvezdnega objekta, ki potuje skozi naše Osončje.[36]
- 11. julij – Kurdska delavska stranka je dva meseca po napovedi konca oboroženega upora proti turškim oblastem s slovesnostjo začela proces razoroževanja.[37]
- 24. julij – Med Tajsko in Kambodžo so v okviru obmejnega konflikta izbruhnili oboroženi spopadi.
- 27. julij – Slovenski kolesar Tadej Pogačar je osvojil 112. Tour de France in četrto skupno zmago na dirki.
- 30. julij – Potres ob Kamčatki z magnitudo 8,8 je sprožil opozorila pred cunamijem po vsem Tihem oceanu.
- 8. avgust – Armenija in Azerbajdžan sta s podpisom mirovnega sporazuma ob posredovanju ZDA končala skoraj štiri desetletja trajajoč konflikt v Gorskem Karabahu.[38]
- 9. avgust – Benjamin Šeško je prestopil v Manchester United, kar je najdražji prestop slovenskega nogometaša v zgodovini.[39]
- 15. avgust – V vojaškem oporišču v Anchorageu na Aljaski sta se prvič po začetku ruske invazija na Ukrajino srečala ameriški predsednik Donald Trump in ruski predsednik Vladimir Putin, pogovore sta končala brez konkretnih sklepov.[40]

### Predvideni dogodki
- september – Odprava Artemis 2 naj bi v orbito Lune ponesla človeško posadko.[41]
- 5. december – Raziskovalna sonda BepiColombo, izstreljena leta 2018, bo dosegla Merkurjevo orbito.
- Po oceni Organizacije združenih narodov bo svetovna populacija dosegla 8,1 milijarde.
- Končana bo druga cev avtocestnega predora Karavanke.[42]

## Smrti

### Januar
- 1. januar – Igor Poznič, slovenski nogometaš (* 1967)[43]
- 2. januar – Ágnes Keleti, madžarska telovadka (* 1921)[44]
- 10. januar – Thelma Hopkins, britanska atletinja (* 1936)[45]
- 13. januar – Oliviero Toscani, italijanski fotograf (* 1942)[46]
- 16. januar – David Lynch, ameriški režiser (* 1946)[47]
- 16. januar – Vinko Dolenc, slovenski nevrokirurg (* 1940)[48]
- 17. januar – Drago Lombar, slovenski sindikalist (* 1954)[49]
- 22. januar – Gabrijel Kernel, slovenski fizik in akademik (* 1932)[50]
- 25. januar – Dražen Dalipagić, srbski košarkar (* 1951)[51]
- 27. januar – Baldur Preiml, avstrijski smučarski skakalec (* 1939)[52]
- 31. januar – Božo Kovač, slovenski novinar (* 1935)[53]

### Februar
- 8. februar – Sam Nujoma, namibijski aktivist in politik (* 1929)[54]
- 18. februar – Gene Hackman, ameriški filmski igralec (* 1930)[55]
- 24. februar – Roberta Flack, ameriška pevka (* 1937)[56]
- 25. februar – Milko Šparemblek, slovensko-hrvaški plesalec in koreograf (* 1928)[57]
- 27. februar – Boris Spaski, rusko-francoski šahist (* 1937)[58]

### Marec
- 9. marec – Akinori Nakajama, japonski telovadec (* 1943)[59]
- 15. marec – Ančka Gošnik Godec, slovenska ilustratorka (* 1927)[60]
- 21. marec – George Foreman, ameriški boksar (* 1949)[61]
- 29. marec – Richard Chamberlain, ameriški igralec in pevec (* 1934)[62]

### April
- 1. april – Val Kilmer, ameriški igralec (* 1959)[63]
- 8. april – Saša Frelih ''Mišo'', slovenski organist (* 1947)
- 13. april – Mario Vargas Llosa, perujski književnik, nobelovec (* 1936)[64]
- 20. april – Neža Maurer, slovenska pesnica in pisateljica (* 1930)[65]
- 21. april – Jorge Mario Bergoglio - Frančišek, papež (* 1936)[66]

### Maj
- 13. maj – José Mujica, urugvajski politik (* 1935)[67]
- 23. maj – Sebastião Salgado, brazilski fotograf (* 1944)[68]
- 28. maj – Ngũgĩ wa Thiong'o, kenijski pisatelj in filozof (* 1938)[69]

### Junij
- 9. junij – Sly Stone, ameriški glasbenik (* 1943)[70]
- 11. junij – Brian Wilson, ameriški glasbenik (* 1942)[71]
- 14. junij – Violeta Chamorro, nikaragovska političarka (* 1929)[72]
- 20. junij – Ivar Giaever, norveško-ameriški fizik, nobelovec (* 1929)[73]
- 22. junij – Arnaldo Pomodoro, italijanski kipar (* 1926)[74]
- 24. junij – Sergej Ferrari, slovenski igralec (* 1933)[75]
- 26. junij –  Lalo Schifrin, argentinsko-ameriški glasbenik (* 1932)[76]

### Julij
- julij – Ludvik Pandur, slovenski slikar (* 1947)[77]
- 1. julij – Renato Baretić, hrvaški novinar (* 1963)[78]
- 3. julij – 
  - Diogo Jota, portugalski nogometaš (* 1996)[79]
  - Michael Madsen, ameriški igralec (* 1957)[80]
- 11. julij – Martin Cruz Smith, ameriški pisatelj (* 1942)[81]
- 13. julij – Muhamadu Buhari, nigerijski politik (* 1942)[82]
- 14. julij – Drago Kastelic, slovenski igralec (* 1934)[83]
- 15. julij – Franc Uršič Pišta, slovenski režiser (* 1933)[84]
- 16. julij – Connie Francis, ameriška pevka in igralka (* 1937)[85]
- 17. julij – Felix Baumgartner, avstrijski padalec (* 1969)[86]
- 19. julij – Alan Bergman, ameriški filmski skladatelj (* 1925)[87]
- 22. julij
  - Ozzy Osbourne, angleški rock glasbenik (* 1946)[88]
  - Chuck Mangione, ameriški trobentač (* 1940)[89]
- 24. julij – Hulk Hogan, ameriški poklicni rokoborec (* 1953)[90]
- 26. julij – Ziad Rahbani, libanonski skladatelj (* 1956)[91]
- 27. julij – Herbert Brandl, avstrijski slikar (* 1959)[92]
- 28. julij – Laura Dahlmeier, nemška biatlonka (* 1993)[93]

### Avgust
- 1. avgust – Zdenko Roter, slovenski sociolog (* 1926)
- 4. avgust – 
  - Zora Tavčar, slovenska pisateljica (* 1928)
  - Vlasta Pacheiner Klander, slovenska prevajalka in indologinja (* 1932)[94]
- 5. avgust – Ion Iliescu, romunski politik (* 1930)
- 6. avgust – Vladimir Osolnik, slovenski literarni zgodovinar in slavist (* 1948)[95]
- 7. avgust – Jim Lovell, ameriški astronavt (* 1928)[96]
- 11. avgust – Gabi Novak, hrvaška pevka (* 1936)[97]
- 16. avgust – Pippo Baudo, italijanski televizijski voditelj (* 1936)[98]